# Красноставський повіт
Красноставський повіт (пол. powiat krasnostawski) — один з 20 земських повітів Люблінського воєводства Польщі. Утворений 1 січня 1999 року в результаті адміністративної реформи.

## Загальні дані
Повіт знаходиться у центральній частині воєводства.
Адміністративний центр — місто Красностав.
Станом на 1.01.2008 населення становить 68 460 осіб, площа 1031,44 км².

### Склад повіту
- місто: Красностав
- міська гміна: Красностав
- місько-сільська гміна: Ізбиця
- сільські гміни (волості): гміна Файславиці, гміна Гошкув, гміна Красностав, гміна Красничин, гміна Лопенник-Гурний, гміна Рудник, гміна Сенниця-Ружана, гміна Жулкевка

### Демографія
Демографічні дані повіту станом на 30.06.2005:
|       | Всього | Всього | Жінки  | Жінки | Чоловіки | Чоловіки |
| ----- | ------ | ------ | ------ | ----- | -------- | -------- |
|       | осіб   | %      | осіб   | %     | осіб     | %        |
| Повіт | 76 508 | 100    | 39 385 | 51,5  | 37 123   | 48,5     |
| Міста | 19 626 | 100    | 10 334 | 52,7  | 9292     | 47,3     |
| Села  | 56 882 | 100    | 29 051 | 51,1  | 27 831   | 48,9     |

## Історія
Новопосталою польською владою у листопаді 1918 р. повернений колишній Красноставський повіт Люблінської губернії у межах до 1912 р. (до приєднання територій з переважним українським населенням до новоутвореної Холмської губернії). 14 серпня 1919 року включений до новоутвореного Люблінського воєводства.
За офіційним переписом населення Польщі 10 вересня 1921 року населення повіту становило 117 080 осіб (56 635 чоловіків та 60 445 жінок), налічувалося 16 540 будинків. Розподіл за релігією: 102 016 римо-католиків (87,13 %), 10 493 юдеїв (8,96 %), 4149 православних (3,54 %), 350 греко-католиків (0,3 %), 61 євангельський християнин, 4 християн інших конфесій, 1 нерелігійний. Розподіл за національністю: 108 043 поляків (92,28 %), 7333 євреїв (6,26 %), 1560 українців (1,33 %), 143 осіб інших національностей (0,12 %).
1 квітня 1929  р. село Ізбиця і селища Ізбиця і Терногора (обидва позбавлені 1870 р. міських прав) з фільварком Терногора вилучені з ґміни Ізбиця і з них утворена самоврядна сільська ґміна Терногора.
Відповідно до договору про радянсько-польський кордон 1945 року, Красноставський повіт, як і вся Холмщина, віднесено до складу Польщі. 9 вересня 1944 року в Любліні за вказівкою верховної радянської влади було укладено угоду між Польським комітет національного визволення та урядом УРСР, що передбачала польсько-український обмін населенням. З 15 жовтня 1944 по серпень 1946 року в Україну з Красноставського повіту було депортовано 2707 осіб (з 3515 взятих на облік до виселення).